# Pablo Motos
Pablo Motos Burgos (Requena, Valencia, 31 de agosto de 1965) es un presentador de televisión, locutor de radio, humorista y empresario español. Desde 2006 es el presentador y productor del programa de entrevistas El hormiguero. Es, además, copropietario, junto al productor televisivo Jorge Salvador, de 7 y acción, la actual productora del programa El hormiguero, entre otros.

## Trayectoria profesional

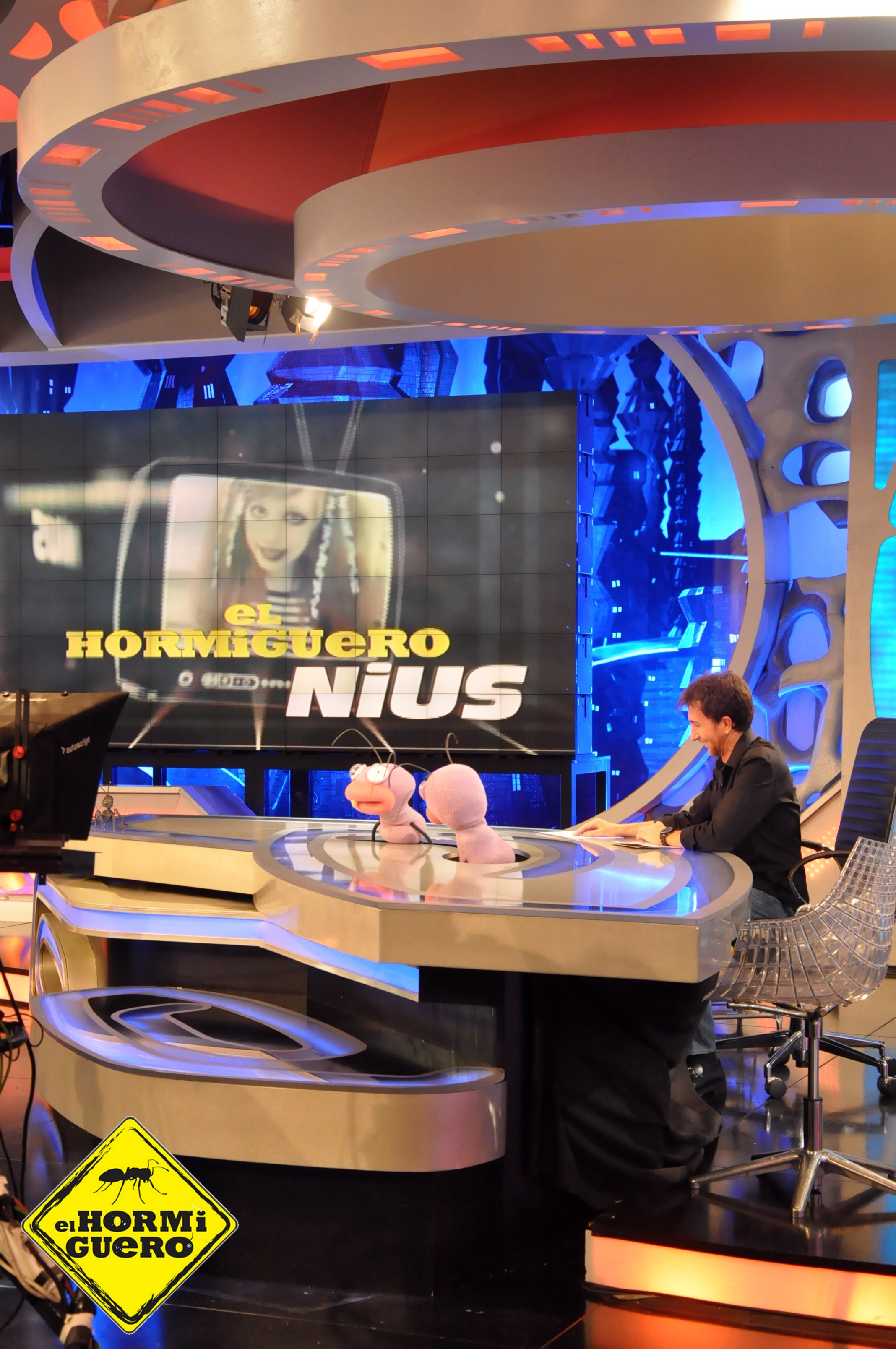
Pablo Motos en el programa El hormiguero en 2010.

### Radio
Pablo Motos empezó su carrera mediática como locutor y como disc-jockey y director de la Radio de Requena. Más tarde trabajó en Radio Nacional en Utiel, y después en Onda Cero Valencia, donde ha presentado y dirigido programas como Aquí hay más de uno, Mareando la perdiz o Hacia el dos mil, donde además ha formado parte del equipo como colaborador de la Radio de Julia Otero. Entre septiembre de 2002 y el 22 de junio de 2007 presentó el programa No somos nadie en M80 Radio por las mañanas de lunes a viernes, llenando el hueco que había dejado el programa Gomaespuma.

### Televisión
En la televisión ha protagonizado programas como Megacine, en Canal Nou (televisión de la Comunidad Valenciana), y fue uno de los creadores de El club de la comedia. Coordinó los guiones de los tres primeros años. En esa época creó el programa La noche... con Fuentes y cía, del que fue coordinador de guion y productor ejecutivo. También trabajó en La hora de José Mota con una aparición haciendo de Vincent Van Gogh.
Desde septiembre de 2006 hasta mayo de 2011, presentó y dirigió El hormiguero en el canal generalista Cuatro. Durante el primer año fue un programa semanal que se emitía los domingos por la tarde, y desde septiembre de 2007 se emitía de lunes a jueves y el sábado por la noche. A partir de septiembre de 2011, el programa pasó a emitirse en Antena 3 con el título de El hormiguero 3.0.
En 2007 dio las campanadas en Cuatro junto con las hormigas Trancas y Barrancas.
También participó en la inauguración de la Eurocopa 2008 en Cuatro.[cita requerida]

### Música
Pablo participó en el Festival de Benidorm de 1993 como compositor de la canción Sabed amigos, la cual fue interpretada por el grupo Romero y sus amigos y ganó el festival en dicha edición. Pablo es coautor de la letra, junto con Fernando Romero, y con música de Mar Romero.
En 2012 colaboró en la canción Marco del cantante asturiano Melendi, que trata sobre su hijo. Los beneficios son destinados a la Federación Española de Fibrosis Quística. Pablo ya colaboraba con la federación con los libros Frases célebres de niños.

### Prensa y libros
Ha sido columnista de la edición Comunidad Valenciana del diario El Mundo, y ha publicado varios libros en clave de humor junto con su equipo de colaboradores en la radio y la televisión, como No somos nadie y la serie Frases célebres de niños, en el que se reúnen reflexiones de niños sobre su vida cotidianas y las cosas que les preocupan. Estas frases las envía el público al programa y lo que se recauda se destina a la Federación Española de Fibrosis Quística.

### Teatro
En teatro ha sido director de guiones y uno de los autores de Cinco hombres.com, Cinco mujeres.com y La vida según San Francisco. También contribuyó en la versión en español dirigida por Verónica Forqué de La tentación vive arriba. Igualmente protagonizó junto a Enrique San Francisco Entre fuerte y flojo.

### Publicidad
Pablo Motos fue la voz de un anuncio de Coca-Cola en 2006.

### Cine
Pablo Motos hizo el doblaje de un personaje de la película de animación Toy Story 3. También hace un cameo en cada una de las películas de Santiago Segura; Torrente 4 y Torrente 5. Además, intervino en el documental No es cosa de risa.

### Producción
En 2008 creó su propia productora, "7 y Acción", junto con Jorge Salvador para producir a partir de junio de 2008 El hormiguero (siendo Gestmusic la anterior productora) para Cuatro y más tarde para Antena 3, en 2008 crearon Guerra de sesos para Telecinco, en 2010 Tonterías las justas para Cuatro, en 2011 Otra movida para Neox, y en 2013 Así nos va para laSexta.

## Filmografía

### Programas de televisión

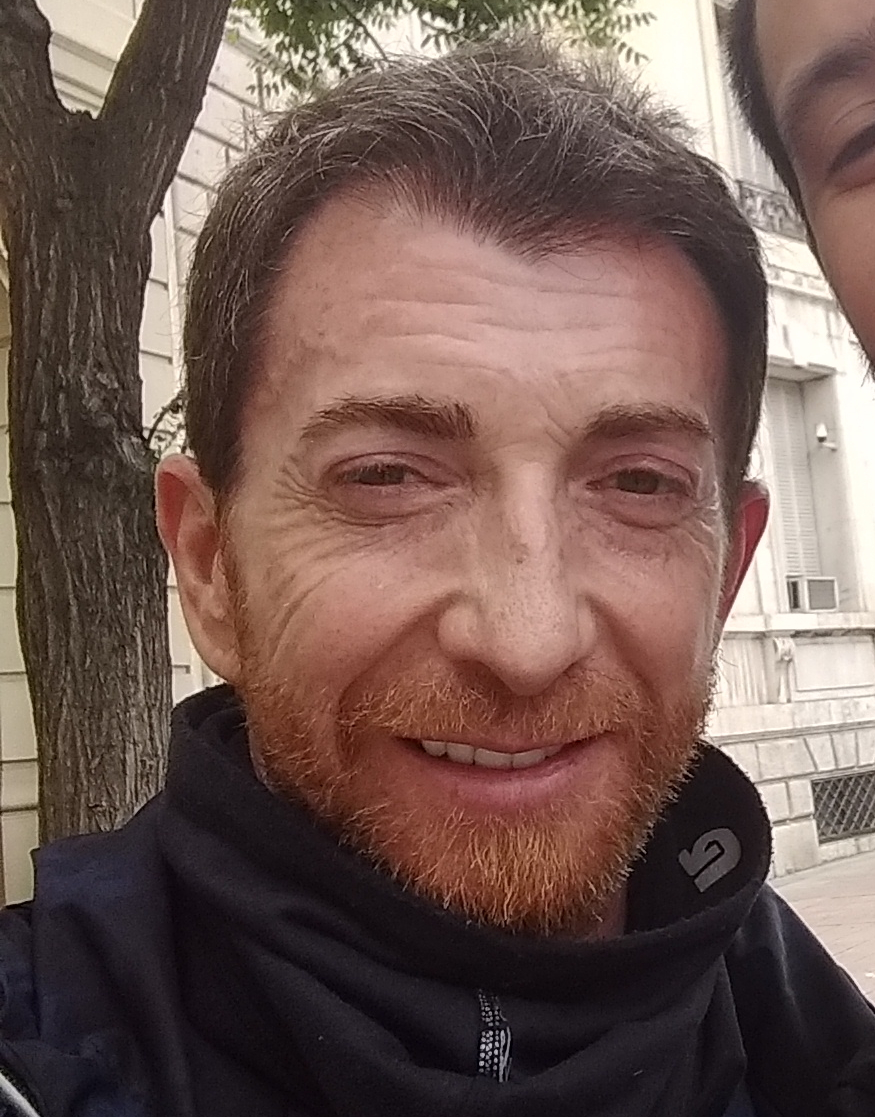
Pablo Motos en mayo de 2018.

| Año             | Programa                      | Papel                        |
| --------------- | ----------------------------- | ---------------------------- |
| 2001-2002       | La noche... con Fuentes y cía | Invitado/Colaborador         |
| 2005-2007       | Megacine                      | Invitado/Colaborador         |
| 2005-2008       | Channel nº4                   | Colaborador: Mesa de hombres |
| 2006-2011       | El hormiguero 2.0             | Presentador                  |
| 2007            | Vaya Semanita                 | Invitado                     |
| 2008            | 7 y Acción                    | Presentador                  |
| 2010            | Tonterías las justas          | Invitado                     |
| 2010            | Guerra de sesos               | Invitado                     |
| 2010            | Otra movida                   | Invitado                     |
| 2011 - presente | El hormiguero 3.0             | Presentador                  |
| 2013            | Así nos va                    | Presentador                  |
| 2020            | Liarla Pardo                  | Invitado                     |
| 2021            | El desafío                    | Invitado                     |
| 2021            | La Roca                       | Invitado                     |
| 2022            | Joaquín, el novato            | Invitado                     |

### Series de televisión
| Año  | Serie                | Canal          | Personaje         | Notas      |
| ---- | -------------------- | -------------- | ----------------- | ---------- |
| 2004 | 7 vidas              | Telecinco      | Cirujano plástico | 1 episodio |
| 2010 | La hora de José Mota | La 1           | Vincent Van Gogh  | 1 episodio |
| 2019 | Capítulo 0           | Movistar Plus+ | Presentador TV    | 1 episodio |
| 2024 | Atasco               | Prime Video    | Él mismo          | 1 episodio |

## Premios y reconocimientos
En 2016, El hormiguero recibió el Premio Nacional de Televisión. Los reyes de España Felipe VI de España y Letizia Ortiz le entregaron el premio un año más tarde.
| Premios                         | Año  | Categoría                                         | Resultado |
| ------------------------------- | ---- | ------------------------------------------------- | --------- |
| Premio del Festival de Benidorm | 1993 |                                                   | Ganador   |
| Premios Micrófono de Oro        | 2007 | Radio                                             | Ganador   |
| Premio Carácter Dewards         | 2008 |                                                   | Ganador   |
| Premios Iris                    | 2007 | Mejor presentador de programas de entretenimiento | Nominado  |
| Premios Iris                    | 2008 | Mejor dirección (junto a Jorge Salvador)          | Nominado  |
| Premios Iris                    | 2008 | Mejor presentador de programas de entretenimiento | Nominado  |
| Premios Iris                    | 2009 | Mejor dirección (junto a Jorge Salvador)          | Nominado  |
| Premios Iris                    | 2010 | Mejor dirección (junto a Jorge Salvador)          | Nominado  |
| Premios Iris                    | 2011 | Mejor dirección (junto a Jorge Salvador)          | Nominado  |
| Premios Iris                    | 2011 | Mejor producción (junto a Jorge Salvador)         | Nominado  |
| Premios Iris                    | 2012 | Mejor presentador de programas de entretenimiento | Nominado  |
| Premios Iris                    | 2012 | Mejor dirección (junto a Jorge Salvador)          | Nominado  |
| Premios Iris                    | 2012 | Mejor producción (junto a Jorge Salvador)         | Nominado  |
| Premios Iris                    | 2013 | Mejor dirección (junto a Jorge Salvador)          | Nominado  |
| Premios Iris                    | 2014 | Mejor producción (junto a Jorge Salvador)         | Nominado  |
| Premios Iris                    | 2015 | Mejor producción (junto a Jorge Salvador)         | Ganador   |
| Premios Iris                    | 2016 | Mejor dirección (junto a Jorge Salvador)          | Ganador   |
| Premios Iris                    | 2017 | Mejor producción (junto a Jorge Salvador)         | Nominado  |
| Premios Iris                    | 2018 | Mejor producción (junto a Jorge Salvador)         | Nominado  |
| Premios Iris                    | 2020 | Mejor producción (junto a Jorge Salvador)         | Nominado  |
| Premios Iris                    | 2020 | Mejor dirección (junto a Jorge Salvador)          | Nominado  |

1. ↑  Pablo Motos junto con Fernando Romero participó en el Festival de Benidorm de 1993 como compositor de Sabed amigos, canción ganadora. Es coautor de la letra, con música de Fernando Romero.

## Críticas
En 2011 la revista FHM dio el premio de peor comediante a Pablo Motos, dentro de sus anuales Premios Comedia, que otorgaba con los votos de sus lectores.
En 2023, a raíz de las declaraciones del socialista Alfonso Guerra en El hormiguero sobre la "censura" de chistes por lo "políticamente correcto", diversos humoristas denunciaron públicamente las presiones de la productora de Motos para que se retirasen chistes referidos al presentador. El diputado de Más Madrid Javier Padilla y el portal En Blau también denunciaron llamadas por criticar al presentador o su programa.

### Acusaciones de machismo
Pablo Motos y El hormiguero han sido tachados habitualmente de machistas. En una campaña de 2022 del Ministerio de Igualdad para la erradicación de la violencia de género se señala al presentador y al programa por una pregunta a la actriz Elsa Pataky: «¿Tú, cuando duermes, la ropa interior es sexy o cómoda?».
Pablo Motos respondió a la campaña del Ministerio de Igualdad indicando que le hicieron esa pregunta a Elsa Pataky porque fue al programa a presentar una campaña de ropa interior y de pijamas sexys. El anuncio del Ministerio además indicaba: «Si yo fuera un tío, él no me hubiese hecho esa pregunta», por lo que Pablo Motos aseveró: «El Ministerio de Igualdad miente» y enseñó imágenes de entrevistas realizadas al cantante Sergio Dalma, al cantante Maluma, al actor Miguel Ángel Silvestre, al actor Pablo Chiapella o al futbolista Sergio Ramos, en las que se les realizan preguntas similares. Además, opinó que «Gastarse más de un millón de euros del dinero de los españoles, estando el país como está, es indecente», cifra que habría costado la campaña entera, no solo el anuncio. También opinó: «No tengo nada más que añadir, queda esto claro. No me quiero enfadar», indicando que, para él, «el feminismo es necesario, y no es de ningún partido político. Es un movimiento social que tiene que pasar, pero no es ni de estos ni de aquellos».
Tras las críticas de Pablo Motos a la campaña, rechazando las acusaciones de machismo, usuarios de las redes sociales comenzaron a difundir varios vídeos del presentador en actitudes machistas con otras actrices, cantantes y mujeres en general que han pasado por El hormiguero. El diario Público y usuarios de las redes sociales denunciaron que la productora de Pablo Motos intentó presuntamente borrar esos vídeos, lo que conllevó que cada vez se localizaran y se subieran más clips, cortes y recopilaciones del presentador en actitudes supuestamente denigrantes con las mujeres, lo que se calificó de efecto Streisand.
Entre los extractos recogidos en distintos medios y redes sociales, se señala la entrevista a la actriz Ana de Armas, en la que Pablo le pregunta: «¿es verdad que te cogieron en El internado porque estás de miedo?» y añade: «Lo estás petando con El internado y además con una peli que se llama Mentiras y gordas. A ti te habrán cogido de mentirosa porque de gorda no. ¿Se me está notado que estoy intentando conquistarla? [...] ¿Y de qué va la peli un poco? ¿Hay sexo? Porque a la gente le interesa. [...] Sales en la portada de la FHM y me ha gustado mucho tu sinceridad cuando dices que la parte que más te gusta de tu cuerpo son los pechos. [...] Dijiste 'A mí me gustan mucho mis tetas, bueno la mirada es muy importante también'».
En una entrevista a la cantante Virginia Maestro, Pablo Motos le preguntó: «¿Dónde te has comprado este vestido tan extraño? [...] No sé si es mejor que te tapes o te lo dejes» (haciendo referencia a que enseñaba su escote), mientras proseguía: «Estoy intentando... Mira que tienes los ojos». En 2022, la cantante dijo de su paso por el programa: «Pues sí, fue machista, violento, incómodo, cutre, vergonzoso y muy lamentable. Qué fácil hacer eso desde el poder. Menos borrar y más disculpas. Todos nos equivocamos y reconocerlo sería más sabio. FIN».
En una entrevista a la periodista Mónica Carrillo, presentadora de Antena 3 Noticias Fin de semana, le dijo: «Tú eres un mito erótico y lo sabes, yo hay veces que veo las noticias y está el volumen bajado [...] ¿Crees que a los hombres les atraes tú y por eso les gusta leerte? [...] ¿Ponéis imágenes de topless para animar el telediario un poco?».
A la modelo Alessandra Ambrosio la retó a un juego que consistía en sujetar con los labios una pelota suspendida por un chorro de aire para apartarla del chorro de aire y depositarla en un cuenco, de manera, que si no eran muy cuidadosos, la pelota podría caerse, haciendo que los labios de Pablo y la modelo se tocasen. Pablo Motos indicó: «No creáis que he preparado esto porque soy un...» a lo que una de las hormigas espetó: «Pablo casualmente eres el director del programa», respondiendo este: «Es una casualidad».
En otras ocasiones se ha tachado a Pablo Motos de «baboso» por intentar robar besos o tocar a las mujeres invitadas a su programa. La revista satírica El Jueves publicó en 2017 una crítica a Pablo Motos en su portada, titulada «Ranciedad para toda la familia», en la que se puede ver al presentador dibujado como si fuera una babosa, diciendo: «Ay, qué guapa eres, guapa, guapaaaa...» mientras toca a una invitada que se dibuja vomitando. Una de las hormigas se dibuja diciendo: «¡Qué loco! ¿Eh, niños? ¡Somos dos hormigas y nuestro jefe es una babosa!». Entre las entrevistas que han causado polémica en este sentido se encuentran las de la cantante Anastacia, que recibe un beso de Pablo Motos en el cuello.
Durante la entrevista a la cantante y presentadora Mónica Naranjo profirió: «Pido un aplauso para el culo de Mónica Naranjo» o «Si yo tuviese el culo así haría el programa de espaldas». En la página web de Antena 3 se subió un extracto de la entrevista que se titula «Pablo Motos 'palpa' el culo de Mónica Naranjo para ver si es real».
En una entrevista a las actrices Blanca Suárez, Ana Fernández García, Nadia de Santiago y Maggie Civantos, que se encontraban presentando la serie Las chicas del cable, les dijo: «Enseguida hablamos de la serie. Estábamos discutiendo en el pasillo una cosa y os la quiero preguntar así de sopetón. Es una pregunta que todo el mundo se hace a sí mismo por lo visto sobre las chicas. ¿Vosotras sabéis bailar reguetón? Ahora mismo las chicas se dividen entre las que saben perrear y las que no saben perrear» y algunas de las preguntas que les hizo fueron: «¿Tú perreas?» o «¿Con quién te gustaría protagonizar una escena de cama?».